# Torchefelon
Torchefelon é uma comuna francesa na região administrativa de Auvérnia-Ródano-Alpes, no departamento de Isère. Estende-se por uma área de 8,68 km². Em 2010 a comuna tinha 792 habitantes (densidade: 91,2 hab./km²).